# Marco Apicella
Marco Apicella (* 7. Oktober 1965 in Bologna) ist ein ehemaliger italienischer Autorennfahrer.

## Karriere
Seine einzige Grand-Prix-Teilnahme war 1993 beim Großen Preis von Italien in Monza für das irische Jordan Team. Verwickelt in eine Startkollision in der ersten Schikane kam er nur 200 Meter weit. Apicella blieb jedoch als Rennfahrer aktiv. So wurde er 1994 Formel-Nippon-Meister. Er bestritt in Italien die Formel-3000-Meisterschaft und in Japan die Meisterschaft der Super GT. Bei seinem dritten Antritt an der Sarthe pilotierte er 2006 einen Lamborghini Murciélago beim 24-Stunden-Rennen von Le Mans, insofern ein historischer Einsatz, als es die erste Teilnahme der Marke am legendären Langstreckenrennen war.
Auch 2007 sollte Apicella wieder in Le Mans an den Start gehen. Erneut am Steuer eines Lamborghini hatte er jedoch in der ersten Qualifikation einen schweren Unfall. Der Wagen wurde dabei so schwer beschädigt, dass an einen Einsatz nicht zu denken war, und Apicella erhielt nach seiner schweren Gehirnerschütterung Startverbot. Das JLOC Isao Noritake Team bekam aber vom ACO eine Sondergenehmigung, um mit einem Ersatzwagen und einem 2-Fahrer-Team antreten zu dürfen. Das Team mietete einen Lamborghini aus der FIA-GT-Meisterschaft und baute ihn kurzfristig so um, dass er dem Reglement des ACO entsprach. Allerdings blieb das Fahrzeug mit Kōji Yamanishi am Steuer bereits in der ersten Runde mit einem Schaden an der Kraftübertragung liegen.

## Statistik

### Le-Mans-Ergebnisse
| Jahr | Team                 | Fahrzeug                    | Teamkollege      | Teamkollege    | Platzierung     | Ausfallgrund     |
| ---- | -------------------- | --------------------------- | ---------------- | -------------- | --------------- | ---------------- |
| 1995 | Sard Co. Ltd.        | Toyota Supra GT LM          | Jeff Krosnoff    | Mauro Martini  | Rang 14         |                  |
| 1999 | Riley & Scott Europe | Riley & Scott Mk.II         | Carl Rosenblad   | Shane Lewis    | Ausfall         | Motorschaden     |
| 2006 | JLOC Isao Noritake   | Lamborghini Murciélago R-GT | Kōji Yamanishi   | Yasutaka Hinoi | nicht klassiert |                  |
| 2007 | JLOC Isao Noritake   | Lamborghini Murciélago R-GT | Kōji Yamanishi   | Atsushi Yogō   | Ausfall         | Kraftübertragung |
| 2009 | JLOC                 | Lamborghini Murciélago R-GT | Yutaka Yamagishi | Atsushi Yogō   | Ausfall         | Motorschaden     |